# Santa María Huatulco (kommun)
Santa María Huatulco är en kommun i Mexiko.   Den ligger i delstaten Oaxaca, i den sydöstra delen av landet, 500 km sydost om huvudstaden Mexico City.
Följande samhällen finns i Santa María Huatulco:
- Crucecita
- Huatulco
- Sector H Tres
- Cuapinolito
- La Erradura
- Paso Ancho
- Barrio la Mina
- Barrio Techal Blanco
- Guarumbo
- Sector U-Dos Sur
- San Agustín Fraccionamiento Residencial
- Arroyo González
- Derramadero
- La Unión
- Agua Hedionda
- Boca Vieja
- Manantial
- Chacalmata
- San Francisco Limoncito
- El Faisán Fraccionamiento